# Президент на Мексико
Революционната конституция от 1917 г. гласи, че президента на страната може да управлява в срок от 6 години, но не може да бъде преизбиран.
Това е списък на президентите на Мексико.
За испанските управители на Мексико вижте Вицекрал на Нова Испания. Вижте също император на Мексико.

## Списък
1. Гуаделупе Виктория (1824 – 1829)
2. Висенте Гуереро (1829)
3. Хосе Мария Боканегра (1829)
4. Педро Велес (1829)
5. Анастасио Бустаманте (1830 – 1832)
6. Мелчор Мускуис (1832)
7. Мануел Гомес Педраса (1832 – 1833)
8. Валентин Гомес Фарияс (1833)
9. Антонио Лопес де Санта Ана (1833 – 1835)
10. Мигел Бараган (1835 – 1836)
11. Хосе Хусто Коро (1836 – 1837)
12. Анастасио Бустаманте (1837 – 1839)
13. Антонио Лопес де Санта Ана (1839)
14. Николас Браво (1839)
15. Анастасио Бустаманте (1839 – 1841)
16. Франсиско Хавиер Ечевериа (1841)
17. Антонио Лопес де Санта Ана (1841 – 1842)
18. Николас Браво (1842 – 1843)
19. Антонио Лопес де Санта Ана (1843)
20. Валентин Каналисо (1843 – 1844)
21. Антонио Лопес де Санта Ана (1844)
22. Валентин Каналисо (1844)
23. Хосе Хоакин де Херера (1844 – 1845)
24. Мариано Паредес и Мариляга (1846)
25. Николас Браво (1846)
26. Хосе Мариано де Салас (1846)
27. Валентин Гомес Фарияс (1846 – 1847)
28. Антонио Лопес де Санта Ана (1847)
29. Педро Мария Аная (1847)
30. Хосе Мануел де ла Пеня и Пеня (1847 – 1848)
31. Хосе Хоакин де Херера (1848 – 1851)
32. Мариано Ариста (1851 – 1853)
33. Хуан Баутиста Кабальос (1853)
34. Мануел Мария Ломбардини (1853)
35. Антонио Лопес де Санта Ана (1853 – 1855)
36. Мартин Карера (1855)
37. Ромуло Диас де ла Вега (1855)
38. Хуан Алварес Бенитес (1855)
39. Игнасио Комонфорт (1855 – 1857)
40. Фелис Мария Сулоага (1857 – 1858)
41. Мануел Роблес Песуела (1858 – 1859)
42. Мигел Мирамон (1859 – 1861)
43. Бенито Хуарес (1861 – 1872)
44. Себастиян Лердо де Техада (1872 – 1876)
45. Порфирио Диас (1876 – 1880)
46. Мануел Гонсалес (1880 – 1884)
47. Порфирио Диас (1884 – 1911)
48. Франсиско Леон де ла Бара (1911)
49. Франсиско Мадеро (1911 – 1913)
50. Педро Ласкураин Паредес (1913)
51. Викториано Хуерта (1913 – 1914)
52. Франсиско Карвахал (1914)
53. Елулалио Гутиерес (1914 – 1915)
54. Роке Гонсалес Гарса (1915)
55. Франсиско Лагос Часаро (1915)
56. Венустиано Каранса (1917 – 1920)
57. Адолфо де ла Хуерта (1920)
58. Алваро Обрегон (1920 – 1924)
59. Плутарко Елиас Калес (1924 – 1928)
60. Емилио Портес Хил (1928 – 1930)
61. Паскуал Ортис Рубио (1930 – 1932)
62. Абелардо Родригес (1932 – 1934)
63. Ласаро Карденас дел Рио (1934 – 1940)
64. Мануел Авиля Камачо (1940 – 1946)
65. Мигел Алеман Валдес (1946 – 1952)
66. Адолфо Руис Кортинес (1952 – 1958)
67. Адолфо Лопес Матеос (1958 – 1964)
68. Густаво Диас Ордас (1964 – 1970)
69. Луис Ечеверия Алварес (1970 – 1976)
70. Хосе Лопес Портильо и Пачеко (1976 – 1982)
71. Мигел де ла Мадрид Хуртадо (1982 – 1988)
72. Карлос Салинас де Гортари (1988 – 1994)
73. Ернесто Седильо Понсе де Леон (1994 – 2000)
74. Висенте Фокс Кесада (2000 – 2006)
75. Фелипе Калдерон (2006 – 2012)
76. Енрике Пеня Нието (2012 – 2018)
77. Андрес Мануел Лопес Обрадор (2018 – 2024)
78. Клаудия Шейнбаум (2024 – понастоящем)